# Station Ter Aar

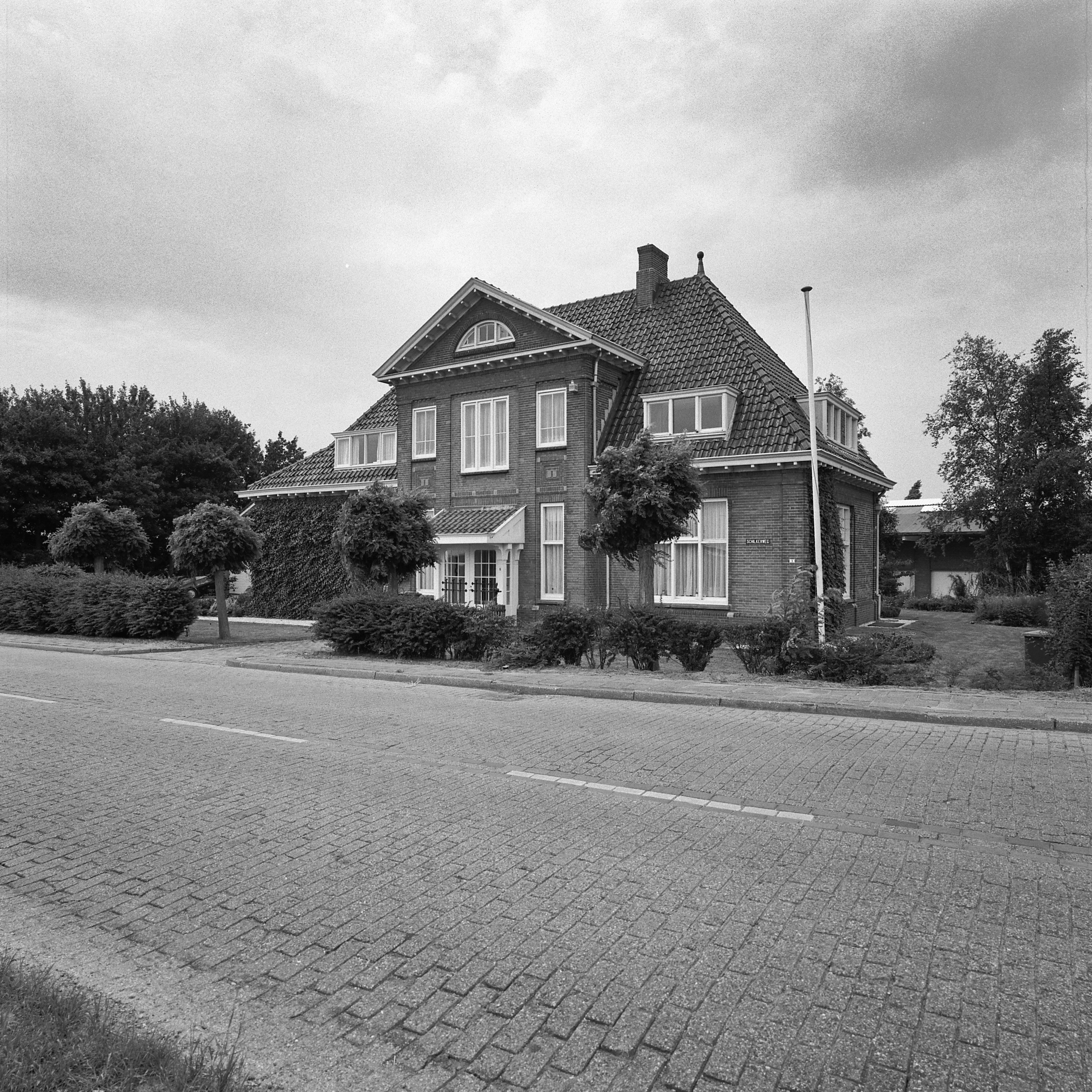
Voormalig station Ter Aar in 1996.

Station Ter Aar (afkorting:Ta) is een voormalig Nederlands spoorwegstation aan de spoorlijn Nieuwveen – Ter Aar. In tegenstelling tot de naam lag het niet bij Ter Aar, maar bij Papenveer. Het station werd geopend op 2 januari 1918 en gesloten op 1 januari 1936.
Het station werd gebouwd voor vervoer van groenten van de groenteveiling richting binnen- en buitenland.
Het stationsgebouw dateert van 1913. Het gebouw wijkt sterk af van de meeste stationsgebouwen van de HESM. Tegenwoordig is het ingericht als woonhuis en bevindt zich aan de Schilkerweg 1.